# ロウニンアジ

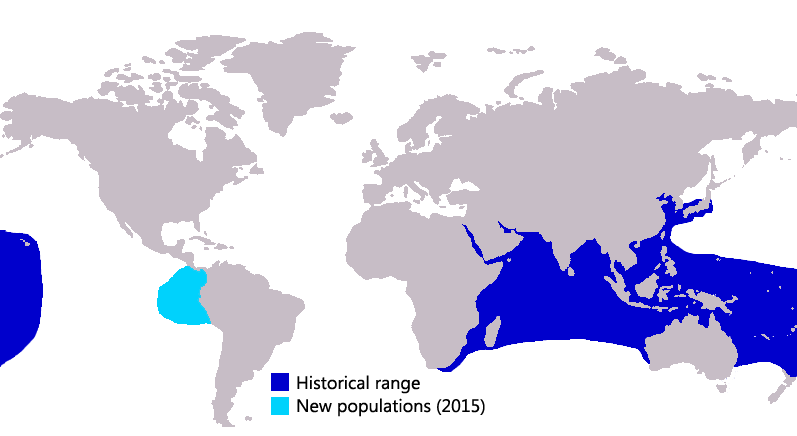
ロウニンアジの分布図

ロウニンアジ（浪人鯵、学名：Caranx ignobilis ）は、スズキ目アジ科に属する海水魚の一種。インド太平洋の熱帯・亜熱帯海域に分布する大型肉食魚である。
アジ類の中では最大種であり、釣りの対象として人気が高い。

## 名称
和名は、単独行動する大型個体を浪人武士に見立てた、いかつい顔に前鰓蓋骨の線が入っている様子を、切り傷跡のある浪人に見立てたという説もある。
スクーバダイビングや釣りの愛好家の間では英名をそのまま使って "Giant trevally" （ジャイアント・トレヴァリー）、さらに頭文字をとって "GT" （ジーティー）とも呼ばれる。他に地方名としてメッキ（若魚・混称）、ヒラアジ／エバ（各地・混称）、マルエバ（各地）、カマジャー（沖縄）、ガーラ（宮古島）などがある。

## 特徴
成魚は最大全長180cm・体重80kg以上に達する。1980年1月14日にハワイにて86.6kg（191lb）の個体が捕獲された記録がある。ギンガメアジ、カスミアジ、オニヒラアジなど大型種を含むギンガメアジ属でも最大種である。第二背鰭の軟条数が18-20である点で、同属種のオニヒラアジ（21-23）と区別できる。
体は側扁して体高が高く、頭部は口先のなす角度が鈍く、小さい目と大きい顎をもつなど、アジというよりマダイなどに似た顔つきである。成魚の体色は灰白色-黒で、特にオスは全身が黒ずんでいる。各鰭は黒みを帯びるが、尻鰭は白く縁取られる。目の周囲には脂瞼が発達し、胸鰭の下部周辺に鱗がない領域がある。側線は第2背鰭第3軟条下から尾鰭まで直走し、この直走部にはよく発達した稜鱗（りょうりん / 俗称「ぜいご」）が26-38枚並ぶ。
若魚は体型が円形に近く、「メッキ」という地方名の通り体が銀白色で、腹鰭・尻鰭・尾鰭が黄色を帯びる。

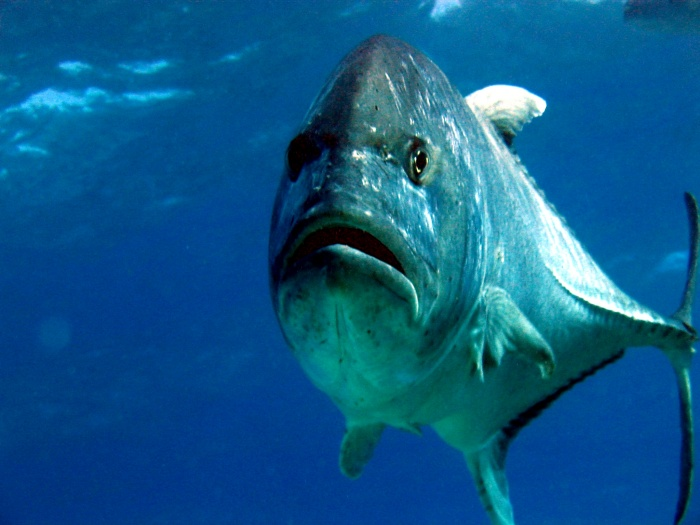
体は側扁する
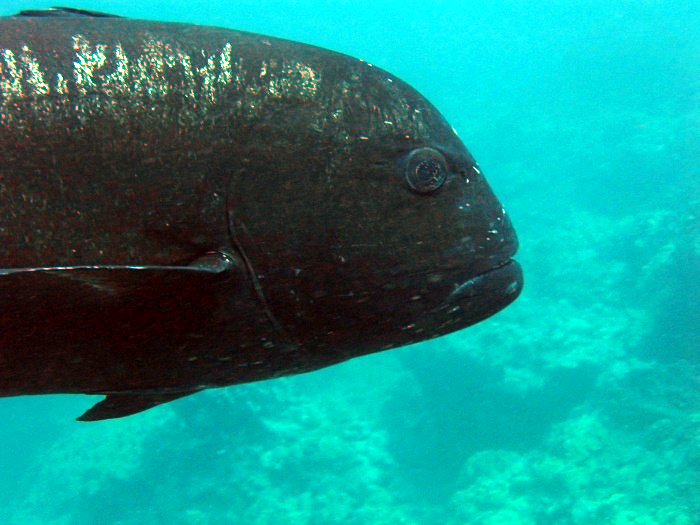
体色が黒ずんだ個体

### 生態
アフリカ東岸・南日本・ハワイ諸島・マルキーズ諸島・オーストラリア北部までのインド太平洋海域に広く分布する。日本近海では関東地方沿岸まで若魚が到達するが、ここでは繁殖できずに冬の寒さで死滅してしまう、いわゆる死滅回遊魚である。ただし、工場などから温かい排水がある水域では生き残ることもある。
水深100mまでの浅い海に生息する。若魚は内湾で群れをなして生活し、しばしば河口などの汽水域にも進入するが、成魚は外洋に面した沿岸域を単独で回遊する。大型個体はサンゴ礁や岩礁の、急激な水深の落ち込みがある場所で見られることが多く、巨体がよく目立つ。食性は肉食性で、小魚・甲殻類・頭足類・鳥類などを捕食する。サメやアザラシの近くを泳ぎ、獲物を横取りすることがある。鳥類を捕食する際には、時折大きなブリーチングを見せることがある。

## 利用
大型個体はスクーバダイビングの鑑賞対象として、また巨体と引きの強さから釣りの対象としても人気が高い。釣り人の中には体重50kgを超える大物を求め、南西諸島や小笠原諸島など熱帯の島嶼部に遠征する者もいる。ルアー釣りでは大きいポッパーが使用される。
若魚は海岸部の釣り、定置網、地引き網などの沿岸漁業で漁獲される。体重4-5kg程度の個体は美味とされ、刺身、唐揚げ、煮魚、焼き魚などで食べられる。ただし、大型個体は生息地域によってシガテラ毒を持つこともあって食用にされず、ほとんどリリース（放流）される。食用に流通する場合、30cm以上の個体は販売中止の指導もなされている。食物連鎖によるシガテラ毒の生物濃縮が原因であるため、とくに重量6ポンド=2,722グラム以上の個体は危険である。